# مصطفى باشا القنبور
مصطفى باشا القنبور أي الأحدب، سياسي عثماني كان والياً على بغداد للفترة من 10 رجب 1072 ه‍، إلى 27 جمادي الأولى 1074 ه‍. خلفاً للوالي مرتضى باشا.

## الوزير مصطفى باشا القنبور
كان الوزير مصطفى باشا القنبور شيخاً وقوراً، وكان آغا الينكجرية، فأنعم عليه السلطان ولاية بغداد ، وفي أيام السلطان مراد نال منصب (چورباجي) في بغداد، قضى بها مدة، ثم صار (آغا بغداد) وفي هذه المرة ولي الوزارة (والي بغداد) فحكمها للسنوات (1661-1663م).كان والياً جليلاً محترماً، ألفوه الناس لما سبق من عمله في بغداد، وان منصب آغا الينكجرية عهد به إلى صالح آغا.

## إلغاء الضرائب
قام هذا الوزير برفع البدع وإبطال الأمور الغير لائقة، ولم يكسر خواطر الناس. كانت تؤخذ من الأهلين دراهم بيتية أو مصاريف المضيف، تستوفى كمورد رزق للكتخذا وللمختارين ورؤساء المحلات فرفعها. وعين للكتخذا راتباً من كيسه الخاص فجبر خاطر الضعفاء.

## مدمن أفيون
جاء في حوادث سنة 1073ه‍-1662م، ان هذا الوزير كان صاحب تجربة وتدابير صائبة في الإدارة، لكنه أبتلي بتعاطيه الأفيون والبرش (معجون أفيون وغيره، مما يولد التخيلات)، فكان أحياناً يغضب بلا داع أو سبب يستعمل الشدة ويهدد أو يقوم بأمور لا مبرر لها. ومن ثم يتحرك بحركات غير مقبولة، ويعزر أعوانه أحياناً. ذلك ما دعا أن يعهد بكافة الشؤون إلى كتخذاه. فكان يسمع منه بعض ما يتصدى به إلى إهانته فترك من خوفه أمواله وما يملك وفَرَّ هارباً.

## عزله
تم عزل والي بغداد الوزير مصطفى باشا القنبور سنة (1074 ه‍-1663 م).وقد جاء في تاريخ محاسن بغداد ان حكومة مصطفى باشا قنبور بدأت سنة 1071 ه‍-1660 م. أما في تاريخ العراق بين إحتلالين مستنداً على كلشن خلفا الجزء الثاني، صفحة 92، فذكر ان حكومته على بغداد كانت قد إبتدأت في 10 رجب سنة 1072 ه‍، وإنتهت في 27 جمادي الأولى سنة 1074 ه‍. وخلفه على ولاية بغداد الوزير مصطفى باشا الينبوغ.